# Perri Shakes-Drayton
Perri Shakes-Drayton (ur. 21 grudnia 1988 w Londynie) – brytyjska lekkoatletka, specjalizująca się w biegu na 400 metrów przez płotki.
W 2007 wywalczyła srebrny medal na mistrzostwach Europy juniorów z wynikiem 56,46. Dwa lata później została złotą medalistką młodzieżowych mistrzostw Europy. Podczas mistrzostw Europy w Barcelonie już jako seniorka zdobyła medal brązowy, ustanawiając rekord życiowy w biegu na 400 metrów przez płotki wynikiem 54,18. Na tych samych mistrzostwach w sztafecie 4 × 400 metrów zdobyła medal z tego samego kruszcu. W 2017 po dyskwalifikacji sztafety rosyjskiej przyznano sztafecie brytyjskiej brązowy medal mistrzostw świata z Daegu, w której skład wchodziła również Drayton.

## Osiągnięcia
| Rok  | Impreza                                 | Miejsce   | Lokata      | Konkurencja                | Wynik           |
| ---- | --------------------------------------- | --------- | ----------- | -------------------------- | --------------- |
| 2006 | Mistrzostwa świata juniorów             | Pekin     | 8. miejsce  | bieg na 400 m przez płotki | 59,37           |
| 2007 | Mistrzostwa Europy juniorów             | Hengelo   | 2. miejsce  | bieg na 400 m przez płotki | 56,46           |
| 2007 | Mistrzostwa Europy juniorów             | Hengelo   | 2. miejsce  | sztafeta 4 × 400 m         | 3:37,29         |
| 2009 | Mistrzostwa świata                      | Berlin    | 22. miejsce | bieg na 400 m przez płotki | 57,57           |
| 2009 | Młodzieżowe mistrzostwa Europy          | Kowno     | 1. miejsce  | bieg na 400 m przez płotki | 55,26           |
| 2010 | Halowe mistrzostwa świata               | Doha      | 4. miejsce  | sztafeta 4 × 400 m         | 3:30,29         |
| 2010 | Superliga drużynowych mistrzostw Europy | Barcelona | 4. miejsce  | sztafeta 4 x 400 m         | 3:27,75         |
| 2010 | Mistrzostwa Europy                      | Barcelona | 3. miejsce  | bieg na 400 m przez płotki | 54,18           |
| 2010 | Mistrzostwa Europy                      | Barcelona | 3. miejsce  | sztafeta 4 × 400 m         | 3:24,32         |
| 2011 | Superliga drużynowych mistrzostw Europy | Sztokholm | 3. miejsce  | bieg na 400 m przez płotki | 55,06           |
| 2011 | Mistrzostwa świata                      | Daegu     | 3. miejsce  | sztafeta 4 × 400 m         | 3:23,63         |
| 2012 | Halowe mistrzostwa świata               | Stambuł   | 1. miejsce  | sztafeta 4 × 400 m         | 3:28,76         |
| 2012 | Igrzyska olimpijskie                    | Londyn    | półfinał    | bieg na 400 m przez płotki | 55,19           |
| 2013 | Halowe mistrzostwa Europy               | Göteborg  | 1. miejsce  | bieg na 400 m              | 50,85           |
| 2013 | Halowe mistrzostwa Europy               | Göteborg  | 1. miejsce  | sztafeta 4 × 400 m         | 3:27,56         |
| 2013 | Superliga drużynowych mistrzostw Europy | Gateshead | 1. miejsce  | bieg na 400 m              | 50,50           |
| 2013 | Mistrzostwa świata                      | Moskwa    | 7. miejsce  | bieg na 400 m przez płotki | 56,25           |
| 2017 | Mistrzostwa świata                      | Londyn    | 2. miejsce  | sztafeta 4 × 400 m         | 3:25,00 (elim.) |

Złota medalistka mistrzostw Wielkiej Brytanii.

## Rekordy życiowe
| Konkurencja                     | Data            | Miejsce   | Czas  |
| ------------------------------- | --------------- | --------- | ----- |
| Bieg na 400 metrów (stadion)    | 22 czerwca 2013 | Gateshead | 50,50 |
| Bieg na 400 metrów (hala)       | 3 marca 2013    | Göteborg  | 50,85 |
| Bieg na 400 metrów przez płotki | 26 lipca 2013   | Londyn    | 53,67 |